# License to Drive - Licenza di guida
License to Drive - Licenza di guida (License to Drive) è un film del 1988 diretto da Greg Beeman.

## Trama
Les è un ragazzo di 16 anni che desidera tanto avere la patente per divertirsi con i suoi amici Dean e Charles e per poter uscire con la bella Mercedes, una ragazza di cui si è invaghito. Al momento dell'esame teorico però, Les si lascia prendere dall'agitazione e fallisce la prova, facendo troppi errori. Allora per la rabbia, colpendo il monitor provoca involontariamente un black-out ai computer. Ritenendo i risultati irreperibili, Les viene ammesso all'esame pratico in quanto la sua sorella gemella, l'unica ad aver finito il test prima del black out, ha ottenuto un punteggio perfetto (in realtà Les e sua sorella non potrebbero essere più diversi). Nonostante gli capiti un odioso ed esigente esaminatore dai modi militari, Les riesce a superare l'esame. Al momento di ritirare la patente però, il risultato del suo esame teorico viene recuperato e Les viene quindi bocciato. Tornato a casa, non ha il coraggio di dirlo ai genitori e ai suoi amici, ma sua madre trova nei suoi pantaloni il documento che attesta il fallimento dell'esame. Les è perciò appiedato per due settimane.
Quella sera però Mercedes telefona a Les, chiedendogli di uscire con lei. Les allora prende di nascosto la preziosa Cadillac di suo nonno, che ha nel frattempo preso in prestito la BMW del padre e porta Mercedes in un locale. Qui però non riesce nemmeno a entrare ed avendo lasciato l'auto in sosta vietata, è costretto a dare tutti i soldi che ha in tasca al conducente del carro attrezzi per non farla portare via. Più tardi Les e Mercedes si appartano in cima ad una collina, i due ballano sul cofano dell'auto ammaccandolo e la ragazza, che aveva bevuto troppo, crolla. Les porta l'auto dall'amico Dean che gliela ripara e poi lo convince ad andare a fare un giro tutti insieme. I ragazzi passano poi una serata piena di disavventure, tra cui un'uscita di strada miracolosamente senza conseguenze, una fuga da altri ragazzi davanti a un fast food per evitare una rissa ed un controllo da parte della polizia evitato per pura fortuna. Infine, un ubriacone sale sulla Cadillac scambiandola per la propria auto e guidando in modo terribile, costringendo i ragazzi a inseguirlo. Alla fine della serata, l'auto è piena di danni.
Les rientra a casa all'alba, proprio mentre la madre è in travaglio. Il padre, dopo aver visto in che condizioni è la macchina, è furioso ma non ha tempo da perdere e non può neanche guidare perché la donna lo vuole seduto accanto a lei: decidono quindi di far guidare comunque Les. L'auto è talmente danneggiata che l'unica marcia ad inserirsi è la retromarcia. Ciononostante Les riesce a raggiungere l'ospedale guidando al contrario. Appena scendono, l'auto viene definitivamente distrutta da un'enorme trave caduta da una gru. Quando il nonno torna e vede la sua preziosa auto distrutta si mette inaspettatamente a ridere, infatti anche lui ha distrutto la BMW che gli avevano prestato. Il padre dice a Les che la BMW ora è tutta sua, ma lui la rifiuta e sale sulla Golf cabriolet di Mercedes, venuta a prenderlo, senza patente.

## Accoglienza
Contro un budget stimato di otto milioni di dollari, il film ha incassato complessivamente $22 433 275.
Il film non è stato ben accolto dalla critica. Su Rotten Tomatoes, il film ha totalizzato un punteggio di 3.6/10 con un indice di preferenza del 24% basato su 24 recensioni; su Metacritic il film mostra un punteggio di 36/100. Il critico Roger Ebert del quotidiano Chicago Sun-Times ha apostrofato il film come «un intrattenimento estivo più che soddisfaciente, specie quando ci s'identifica con il desiderio dei giovani eroi di mettersi al volante» e ha affermato che la prima parte del film sia «molto divertente» a discapito di una seconda parte «davvero prevedibile».

## Colonne sonore
Di seguito la lista tracce delle colonne sonore:
- Drive My Car - Breakfast Club (cover dei The Beatles) – 3:13
- Sweet Surrender - Brenda K. Starr – 4:50
- I Feel Free (extended version) - Belinda Carlisle – 6:55
- Time Starts Now - Boys Club – 4:28
- Get Outta My Dreams, Get into My Car - Billy Ocean – 4:43
- Crucial - New Edition – 4:30
- One More Dance - Jonathan Butler – 4:32
- Jazzy's in the House - DJ Jazzy Jeff & The Fresh Prince – 2:55
- Touch and Go - Femme Fatale – 3:57
- Make Some Noise - Slave Raider – 3:28

Canzoni presenti nel film, ma non nella lista della colonna sonora:
- Mercedes Boy - Pebbles – 3:54
- Rush Hour - Jane Wiedlin – 4:03
- Strangers in the Night - Frank Sinatra
- That's Life - Frank Sinatra
- Waiting for the Big One - Femme Fatale
- Trouble - Nia Peeples

## Riconoscimenti
- 1989 - Young Artist Awards
  - Miglior giovane attore in un film commedia o fantastico (ex aequo Corey Haim e Corey Feldman)